# La Covatilla
La Covatilla (2 368 m s.l.m.) è una stazione climatica di sport invernali, situata nella Provincia di Salamanca, in Castiglia e León. Fa parte del Sistema Centrale.

## Storia

### Ciclismo
La salita di La Covatilla ha ospitato vari arrivi di tappa della Vuelta a España. Caratteristiche dell'ascensione sono:
- Altitudine: 1966 m
- Partenza: Moûtiers (479 m)
- Dislivello: 1146 m
- Lunghezza: 19,9 km
- Pendenza: 5,8 % media